# Geomagnetische pool

Het aardmagnetisch veld is bij benadering een dipoolveld, met een magnetische zuid- en noordpool.

Met geomagnetische pool of (geografische) magnetische pool wordt een van de beide polen, noord- en zuidpool, van het aardmagnetisch veld aangeduid. De geomagnetische polen bevinden zich niet op dezelfde locatie als de geografische polen. De afwijking hierin wordt de magnetische declinatie genoemd. Anno 2007 is deze hoek ongeveer 11,5° west.

## Verwarring
De naamgeving van de geomagnetische polen is verwarrend: op de Aarde is de geomagnetische zuidpool, die in de buurt van de geografische zuidpool ligt, natuurkundig gezien een magnetische noordpool; de geomagnetische noordpool ligt in de buurt van de geografische noordpool en is een magnetische zuidpool.
Veel atlassen en andere naslagwerken tonen of vermelden de geomagnetische noord- en zuidpool als respectievelijk de "magnetische noordpool" en de "magnetische zuidpool".

## Onderzoek
Door middel van geofysisch onderzoek is vastgesteld dat de plaats van de geomagnetische polen verandert en dat ze dus niet constant zijn in de tijd. De manier waarop deze veranderen wordt wel het "polair wandelpad" genoemd. Tussen 2015 en 2018 werd een versnelde verandering van locatie geconstateerd van de Canadese kant van de geografische noordpool naar de Siberische kant.